# Simone Ponzi
Simone Ponzi (Manerbio, 17 gennaio 1987) è un ex ciclista su strada italiano, professionista dal 2009 al 2018.

## Carriera
Simone Ponzi si mise in evidenza già tra gli Under-23: in questa categoria vinse i campionati italiani nel 2007 e arrivò secondo ai campionati mondiali nel 2008. Vestendo la divisa della Zalf-Désirée-Fior conquistò anche il Trofeo ZSŠDI e il Trofeo Franco Balestra nel 2007, e una tappa al Giro della Valle d'Aosta l'anno dopo.
Approdò al professionismo nel 2009 con la Lampre-ISD, per poi trasferirsi nel 2011 in un'altra squadra italiana, la Liquigas-Cannondale. In questa annata fu secondo al Trofeo Laigueglia e terzo nella prova in linea dei campionati italiani; sempre nello stesso anno ottenne le prime vittorie da professionista, aggiudicandosi il Grand Prix Kranj e la Coppa Papà Carlo.
Nel 2012 passa al team Astana. Coglie la prima vittoria con la formazione kazaka nella prima tappa del Giro di Slovenia dello stesso anno, ripetendosi quindi nella stagione seguente nella prima frazione della Vuelta a Burgos. Nel 2014 lascia l'Astana per vestire la maglia della Neri Sottoli di Luca Scinto: con questa squadra nel 2014 vince il Gran Premio Costa degli Etruschi, la Dwars door Drenthe e il Gran Premio Nobili Rubinetterie.
Nel 2016 si trasferisce al team polacco CCC Sprandi Polkowice. Nel 2018, ultima stagione da professionista, gareggia invece in maglia Nippo-Vini Fantini. Da Dicembre 2021 diventa area manager per Manifattura Valcismon (Castelli, Sportful) in Lombardia dopo un anno di affiancamento con Giovanni Mantovani anch'esso ex professionista.

## Palmarès
- 2004 (Juniores)

Classifica generale 3Tre Bresciana
- 2006 (Zalf-Désirée-Fior, una vittoria)

Piccolo Giro dell'Emilia
- 2007 (Zalf-Désirée-Fior, sette vittorie)

Trofeo ZSŠDI
Trofeo Franco Balestra
Campionati italiani, Prova in linea U-23
Memorial Luigino Maccarinelli
Trofeo Sportivi di Briga
Gran Premio Confezioni Santini Ardelio
Memorial G. Zamperoli
- 2008 (Zalf-Désirée-Fior, cinque vittorie)

M.O. Consorzio Marmisti della Valpantena
Giro del Casentino
6ª tappa Giro della Valle d'Aosta (Ville-la-Grand > Ville-la-Grand)
Medaglia d'Oro Fiera di Sommacampagna
Giro del Canavese
- 2011 (Liquigas-Cannondale, due vittorie)

Grand Prix Kranj
Coppa Papà Carlo
- 2012 (Astana Pro Team, una vittoria)

1ª tappa Giro di Slovenia (Celje > Novo Mesto)
- 2013 (Astana Pro Team, una vittoria)

1ª tappa Vuelta a Burgos (Burgos > Burgos)
- 2014 (Neri Sottoli-Yellow Fluo, tre vittorie)

Gran Premio Costa degli Etruschi
Dwars door Drenthe
Gran Premio Nobili Rubinetterie

### Altri successi
- 2007 (Zalf-Désirée-Fior)

Prologo Giro del Veneto e delle Dolomiti (Rossano Veneto, cronosquadre)
Criterium di Vitolini
Criterium di Ponton
- 2013 (Astana Pro Team)

Classifica generale Trittico Lombardo
- 2014 (Neri Sottoli-Yellow Fluo)

Classifica generale Trittico Lombardo

## Piazzamenti

### Grandi Giri
- Giro d'Italia

2012: 88º
2014: 106º
2017: 126º

### Classiche monumento
- Milano-Sanremo

2012: 42º
2013: ritirato
2014: ritirato
2016: 73º
2018: 96º
- Giro delle Fiandre

2012: ritirato
2013: 66º
2016: 100º
- Liegi-Bastogne-Liegi

2011: ritirato
2012: ritirato
2013: ritirato
- Giro di Lombardia

2012: ritirato
2013: ritirato
2014: 70º
2015: 39º
2016: ritirato
2018: 31º

### Competizioni mondiali
- Campionati del mondo

Verona 2004 - In linea Juniores: 57º
Vienna 2005 - In linea Juniores: 63º
Stoccarda 2007 - In linea Under-23: 13º
Varese 2008 - In linea Under-23: 2º

### Competizioni europee
- Campionati europei

Verbania 2008 - In linea Under-23: 11°

## Riconoscimenti
- Premio Italia under 23 nel 2007